# Potamon strouhali
Potamon strouhali is een krabbensoort uit de familie van de Potamidae. De wetenschappelijke naam van de soort is voor het eerst geldig gepubliceerd in 1962 door Pretzmann.